# Hermann Conradi
Pour les articles homonymes, voir Conradi.
Hermann Conradi (né le 12 juillet 1862 à Jeßnitz, mort le 8 mars 1890 à Wurtzbourg) est un écrivain naturaliste allemand.

## Biographie
Ce fils d'un petit entrepreneur est un enfant exalté qui souvent est malade et change d'école. Durant sa scolarité, il fonde un cercle littéraire auquel appartient Johannes Schlaf. Il ouvre ensuite une librairie qui ferme peu après son ouverture.
En 1884, il part à Berlin étudier la philosophie et la littérature. Il rejoint le cercle littéraire des frères Hart et écrit une préface (Unser Credo) à la compilation de poètes modernes par Wilhelm Arent (de) qui créé une certaine polémique par son radicalisme. Endetté, il part à Neunkirchen être le rédacteur d'un journal peu de temps.
Il arrive à Leipzig où il devient l'ami d'Adolf Bartels et d'Otto Erich Hartleben (de). Il publie ici Lieder eines Sünders, un recueil de poésie en 1887, et Phrasen, son premier roman dans lequel il décrit son cercle d'amis. De même, il termine le roman Adam Mensch qui ne sort que deux ans plus tard en raison de divergences avec son éditeur. Conradi s'installe à Munich, sa situation financière et sa santé (asthme) se sont détériorées au point qu'il est sous la tutelle de la famille d'un ami. En 1889, il revient à Leipzig et est poursuivi pour "blasphème et immoralité" pour Adam Mensch. Il va alors à Wurtzbourg. Il travaille sur une thèse et un nouveau roman, Ein moderner Erlöser. Mais soudainement il est atteint par une pneumonie et meurt à l'âge de 27 ans.

## Œuvre
- Unser Credo, 1885
- Brutalitäten. Skizzen und Studien, Zürich: Verlags-Magazin 1886
- Rezension "Quartett", 1886
- Lieder eines Sünders, Leipzig: Friedrich 1887 Préface
- Phrasen. Roman, Leipzig: Friedrich 1887
- Adam Mensch. Roman, Leipzig: Friedrich 1889 (Réédition Karben: Wald 1997  (ISBN 3-932065-04-2))
- Hermann Conradis gesammelte Schriften, 3 Bde., hrsg. v. Paul Ssymank (de). (Bd. 3 hrsg. v. Gustav Werner Peters) München: Müller 1911